# Poligamma-függvény
Az m-ed rendű poligamma-függvény a gamma-függvény logaritmusának (m+1)-edik deriváltja: 
{\displaystyle \psi ^{(m)}(z)={\frac {d^{m}}{dz^{m}}}\psi (z)={\frac {d^{m+1}}{dz^{m+1}}}\ln \Gamma (z).}
Itt:
{\displaystyle \psi (z)=\psi ^{(0)}(z)={\frac {\Gamma '(z)}{\Gamma (z)}}}
a digamma-függvény, és {\displaystyle \Gamma (z)} a gamma-függvény.
A {\displaystyle \psi ^{(1)}(z)} függvényt gyakran trigamma-függvénynek is hívják.
|                                |                                |                                |                                |                                |                                |
| {\displaystyle \ln \Gamma (z)} | {\displaystyle \psi ^{(0)}(z)} | {\displaystyle \psi ^{(1)}(z)} | {\displaystyle \psi ^{(2)}(z)} | {\displaystyle \psi ^{(3)}(z)} | {\displaystyle \psi ^{(4)}(z)} |

## Képlet integrállal
{\displaystyle \psi ^{(m)}(z)=(-1)^{m+1}\int _{0}^{\infty }{\frac {t^{m}e^{-zt}}{1-e^{-t}}}dt}
mely érvényes Re z >0 és m > 0 esetén. m = 0 esetén lásd digamma-függvény.

## Rekurzív képlet
{\displaystyle \psi ^{(m)}(z+1)=\psi ^{(m)}(z)+(-1)^{m}\;m!\;z^{-(m+1)}.}

## Multiplikációs elmélet
A multiplikációs elmélet szerint
{\displaystyle k^{m}\psi ^{(m-1)}(kz)=\sum _{n=0}^{k-1}\psi ^{(m-1)}\left(z+{\frac {n}{k}}\right)}
{\displaystyle m>1} esetén, és {\displaystyle m=0}, ez a digamma-függvény:
{\displaystyle k(\psi (kz)-\log(k))=\sum _{n=0}^{k-1}\psi \left(z+{\frac {n}{k}}\right).}

## Sorozattal kifejezve
{\displaystyle \psi ^{(m)}(z)=(-1)^{m+1}\;m!\;\sum _{k=0}^{\infty }{\frac {1}{(z+k)^{m+1}}}}
mely m > 0, és bármely z komplex számra igaz, ha az nem negatív egész.
Ez a kifejezés még kompaktabb módon írható le a Hurwitz zéta-függvénnyel:
{\displaystyle \psi ^{(m)}(z)=(-1)^{m+1}\;m!\;\zeta (m+1,z).}
Még egy sorozat létezik a poligamma-függvényre, mely Oscar Schlömilch (1823 – 1901) német matematikus munkája
{\displaystyle 1/\Gamma (z)=z\;{\mbox{e}}^{\gamma z}\;\prod _{n=1}^{\infty }\left(1+{\frac {z}{n}}\right)\;{\mbox{e}}^{-z/n}}.
Ezután, a gamma-függvény így is definiálható:
{\displaystyle \Gamma (z)={\frac {{\mbox{e}}^{-\gamma z}}{z}}\;\prod _{n=1}^{\infty }\left(1+{\frac {z}{n}}\right)^{-1}\;{\mbox{e}}^{z/n}}

## Taylor sor
A Taylor sor z=1 esetén
{\displaystyle \psi ^{(m)}(z+1)=\sum _{k=0}^{\infty }(-1)^{m+k+1}(m+k)!\;\zeta (m+k+1)\;{\frac {z^{k}}{k!}},}
mely konvergál |z| < 1 felé.
Itt ζ a Riemann zéta-függvény.
Ezek a sorok felhasználhatók számos racionális zéta sor deriválására.